# Magdalena Puter
Magdalena Puter (ur. 29 kwietnia 1993) – polska koszykarka występująca na pozycjach niskiej lub silnej skrzydłowej.
15 lipca 2016 przedłużyła umowę z Wisłą Can-Pack Kraków.
Jej młodsze siostry Bożena i Danuta są także koszykarkami.

## Osiągnięcia
Na podstawie, o ile nie zaznaczono inaczej.

### Drużynowe
- Mistrzyni Polski (2016)[4]
- Wicemistrzyni:
  - Polski (2017)
  - II ligi (2019)[5]
- Zdobywczyni Pucharu Polski (2017)[6]
- Uczestniczka międzynarodowych rozgrywek Euroligi (2016/2017)
- 4. miejsce w I lidze (2015)
- Awans do I ligi z AZS Politechniką Korona Kraków (2014)